# Pylopagurus holmesi
Pylopagurus holmesi är en kräftdjursart som beskrevs av J. August Schmitt 1921. Pylopagurus holmesi ingår i släktet Pylopagurus, och familjen eremitkräftor. Inga underarter finns listade.